# Laurence Ekperigin
Laurence Olufemi Ekperigin (New York, 21 settembre 1988) è un cestista statunitense naturalizzato britannico.

## Palmarès
- Match des Champions: 1

Nanterre: 2014
- EuroChallenge: 1

Nanterre: 2014-15